# Király Kálmán (orvos)
Király Kálmán (Ragály, 1919. október 14. – Budapest, 1978. május 18.) magyar bőrgyógyász, orvos, egyetemi tanár, az orvostudományok doktora (1977). Király István (1921–1989) irodalomtörténész testvére.

## Életpályája
A középiskolát a Sárospataki Református Kollégiumban végezte el. 1942–1944 között a debreceni Bőrgyógyászati Klinikán externista volt. 1944-ben diplomázott a Debreceni Egyetem orvosi karán. 1944–1946 között bőrgyógyász, nemibetegségek szakorvosa, majd kozmetikai szakképesítést szerzett. 1946–1950 között a leningrádi Bőrgyógyászati Klinikán aspiránsként tevékenykedett. 1950–1951 között a budapesti bőrklinikán tanársegédként dolgozott. 1952-től az Országos Bőr- és Nemikórtani Intézet igazgató-helyettese volt. 1955–1957 között az Egészségügyi Minisztérium II. Főosztályának vezetője volt. 1957-től ismét az Országos Bőr- és Nemikórtani Intézet tudományos osztályvezetője, az Egészségügyi Világszervezet (WHO) szakértő csoportjának tagja volt. 1967-től a budapesti bőrklinika megbízott tanszékvezetője, 1968-tól egyetemi tanára, az Országos Bőr- és Nemikórtani Intézet igazgatója volt. 1968–1972 között a MOTESZ főtitkára volt. 1972–1974 között Genfben az Egészségügyi Világszervezet (WHO) keretében a venereás betegségek alosztályának vezetője volt. 1977-ben az orvostudományok doktora lett. Öngyilkos lett.

### Munkássága
Több hazai tudományos társ. megalapítója, tagja, illetve külföldi társulatok tiszteleti tagja volt. Kutatási területe a dermatológia volt. Európában az elsők között vezette be a Nelson-tesztet (TPIT), a váratlanul szeropozitív esetek vizsgálatára. Kutatásait később az immunológiai kérdésekkel kapcsolta össze. A venerológia terén nemzetközileg elismert szaktekintély volt. Több mint száz tudományos közleménye, könyvrészlete jelent meg.

## Művei
- A syphilis korszerű szerológiai diagnosztikája (Budapest, 1968)
- Treponema reakciók a syphilis kórismézésében (Budapest, 1976)
- Bőr- és nemi betegségek (Rácz Istvánnal, Török Ibolyával, Budapest, 1979)

## Díjai, elismerései
- a Magyar Népköztársaság Érdemrend bronz fokozata
- Kiváló Orvos